# David Rosin
David Rosin (geb. 27. Mai 1823 in Rosenberg (Oberschlesien); gest. 31. Dezember 1894 in Breslau) war ein jüdischer Gelehrter.
Seine frühe Ausbildung erhielt er bei seinem Vater. Er besuchte verschiedene Jeschiwot, zuletzt in Prag unter Salomo Jehuda Löw Rapoport, einem der Gründerväter der Wissenschaft des Judentums. In Prag freundete er sich mit Michael Sachs an, der ihn ermunterte, die säkularen Studien zu vertiefen. So absolvierte Rosin schließlich 1846 das Gymnasium in Breslau. Anschließend studierte er in Berlin und Halle, wo er 1851 promoviert wurde. Auf Empfehlung von Sachs hin übernahm Rosin die Leitung der neuen Berliner Religionsschule und unterrichtete außerdem am Lehrerseminar. 1866 wechselte er in Nachfolge von Manuel Joël als Professor für Homiletik, Exegese und Religionsphilosophie an das Jüdisch-Theologische Seminar in Breslau. Dort unterrichtete er bis zu seinem Tode. Zuletzt war er Senior und Vorsitzender des Lehrer-Collegiums.

## Werke
- Ein Compendium der jüdischen Gesetzeskunde aus dem vierzehnten Jahrhundert. Breslau 1871.
- Die Ethik des Maimonides. Breslau 1876.
- R. Samuel b. Meir als Schrifterklärer. Breslau 1880.
- Reime und Gedichte des Abraham ibn Esra. In: Jahresbericht des jüdisch-theologischen Seminars Fraenkel’scher Stiftung. Breslau 1885, 1–48.
- Reime und Gedichte des Abraham Ibn Esra II: Gottesdienstliche Poesie. In: Jahresbericht des jüdisch-theologischen Seminars Fraenkel’scher Stiftung. Breslau 1894, 1–48.